# Сборная Руанды по футболу
Сборная Руанды представляет Руанду на международных футбольных турнирах и в товарищеских матчах. Управляющая организация — Федерация Футбола Руанды. Является членом ФИФА с 1978 года и КАФ — с 1976 года.

## История
Сборная Руанды является одним из лидеров футбола Восточной и Центральной Африки начала 21-го века. На счету «Ос» одно участие в финальной стадии Кубка африканских наций 2004, что является её наивысшим достижением на международной арене. Отборочную компанию к Кубку Африки 2004 руандийцы начали весьма неважно — поражение от сборной Ганы 2:4 в гостях и домашняя ничья с соседями из Уганды 0:0, зато закончили её на чистом первом месте, благодаря победам над «Журавлями» в гостях и «Черными звездами» дома с одинаковым счетом 1:0. На самом Кубке Африке 2004, что проходил в Тунисе, «Осы», вопреки ожиданиям специалистов, «обедни» не испортили — третье место в группе с победой над ДР Конго 1:0, ничьей с Гвинеей 1:1 и поражением от будущих чемпионов — сборной Туниса — со счетом 1:2. Последующие две отборочные кампании сборной Руанде явно не удались, а вот нынешняя отборочная кампания к Кубку африканских наций 2010, где «Осы» уже пробились в третий отборочный раунд, больно «пожалив» марокканцев и мавританцев на втором этапе. Главное было не занять последнее место в группе из четырёх команд. Отбор к Кубку Африки 2010 по совместительству является и отбором к ЧМ-2010, попасть на который сборная Руанды впервые за свою историю могла только при условии первого места в группе, которое гарантирует стопроцентное участие на Чемпионате мира. Заняв последнее место, сборная не квалифицировалась ни на чемпионат мира, ни на Кубок Африки.

## Текущий состав
| 1  | Вр  | Фиакр Нтвари         | 25 сентября 1999 (25 лет) | 12 | 0 | Кайзер Чифс     |  |  |
| 21 | Вр  | Максим Венсенс       | 17 октября 2001 (23 года) | 1  | 0 | Свободный агент |  |  |
|    |     |                      |                           |    |   |                 |  |  |
| 3  | Защ | Эммануэль Иманишимве | 2 июля 1993 (31 год)      | 40 | 0 | АЕЛ             |  |  |
| 5  | Защ | Анжи Муцинци         | 15 ноября 1997 (27 лет)   | 20 | 0 | Зиря            |  |  |
| 13 | Защ | Фитина Омборенга     | 20 мая 1996 (29 лет)      | 60 | 1 | Район Спорт     |  |  |
| 17 | Защ | Тьерри Манци         | 12 июля 1996 (28 лет)     | 40 | 4 | Аль-Ахли        |  |  |
| 20 | Защ | Клод Нийомугабо      | 2 августа 1998 (26 лет)   | 1  | 0 | АПР             |  |  |
|    |     |                      |                           |    |   |                 |  |  |
| 4  | ПЗ  | Джихад Бизимана      | 12 декабря 1996 (28 лет)  | 28 | 1 | Кривбасс        |  |  |
| 6  | ПЗ  | Стив Рубангука       | 14 октября 1996 (28 лет)  | 7  | 0 | Аль-Нджум       |  |  |
| 8  | ПЗ  | Жан-Боско Рубонека   | 1 января 1999 (26 лет)    | 8  | 0 | АПР             |  |  |
| 10 | ПЗ  | Хаким Сахабо         | 16 июня 2005 (19 лет)     | 6  | 0 | Стандард        |  |  |
| 11 | ПЗ  | Кевин Мухир          | 17 октября 1998 (26 лет)  | 25 | 0 | Район Спорт     |  |  |
| 15 | ПЗ  | Бонер Мугиша         | 1 января 2000 (25 лет)    | 7  | 0 | Свободный агент |  |  |
| 16 | ПЗ  | Йорк Рафаэль         | 17 марта 1999 (26 лет)    | 10 | 0 | Ефле            |  |  |
| 23 | ПЗ  | Оливье Нийонзима     | 1 января 1993 (32 года)   | 22 | 2 | Кийову          |  |  |
|    |     |                      |                           |    |   |                 |  |  |
| 7  | Нап | Патрик Сибомана      | 15 октября 1996 (28 лет)  | 15 | 2 | Свободный агент |  |  |
| 12 | Нап | Гилберт Мугиша       | 18 июля 1996 (28 лет)     | 6  | 2 | АПР             |  |  |
| 14 | Нап | Лаг Бьирингиро       | 25 октября 2000 (24 года) | 9  | 1 | Сандвикен       |  |  |
| 16 | Нап | Артур Гитего         | 1 января 2002 (23 года)   | 1  | 0 | АФК Леопардс    |  |  |
| 19 | Нап | Иннокентий Ншути     | 31 января 1998 (27 лет)   | 10 | 2 | Ноксвилл        |  |  |

## Чемпионат мира
- 1930 — 1986 — не принимала участия
- 1990 — снялась с соревнований
- 1994 — не принимала участия
- 1998 — 2022 — не прошла квалификацию

## Кубок Африканских Наций
- 1957 — 1980 — не принимала участия
- 1982 — не прошла квалификацию
- 1984 — не прошла квалификацию
- 1986 — не принимала участия
- 1988 — снялась с соревнований
- 1990 — не принимала участия
- 1992 — не принимала участия
- 1994 — не принимала участия
- 1996 — не принимала участия
- 1998 — не принимала участия
- 2000 — не прошла квалификацию
- 2002 — не прошла квалификацию
- 2004 — групповой этап
- 2006 — 2024 — не прошла квалификацию

## Достижения
Кубок Восточной и Центральной Африки
- Чемпион (1998)
- Финалист (2003, 2005, 2007, 2011)
- 3-е место (2001, 2002, 2006)